# دينيسون ميلر
دينيسون ميلر (بالإنجليزية: Denison Miller)‏ هو مصرفي أسترالي، ولد في 8 مارس 1860، وتوفي في 6 يونيو 1923.